# 拝舞
拝舞（はいぶ、はいむ）は、平安時代、宮中で、叙位、任官、賜禄の際などに、謝意を表して左右左（さゆうさ）を行う礼である。
唐の礼法をまねたものである。
あるいは、立ちまたは座し、手を動かし左右を顧み、喜悦のあまり手の舞い足の踏むところをしらないというさまを表示する。『拾芥抄』『後押小路内府抄』によれば、その作法は、再拝ののち、立ちながら腰以上を左に向け、両手を左にのばして袖をあわせ、さらにこれを右または左に向け、またひざまづいて左膝を地につけ、同様のことをおこなったものであるという。『江次第抄』によれば、初め再拝するのは詔命を欽ぶ意で、後に舞踏するのは恩恵にあずかるのをよろこぶ意であるという。作法は時代にしたがって変遷があったらしく、『世俗浅深秘抄』によれば、朝覲行幸のとき天皇は左右左、臣下は右左右であったのが、のちに変じて、天皇は右左右、臣下は左右左となったという。
衣服をたまわったときは肩にその衣をかずきながらに拝舞し（被物 かずけもの）、巻絹をたまわったときはそれを腰に挿して拝舞した（腰差）。
叙任のとき、その親族があつまってそのために拝舞することを「親族拝」といった。